# فاليري سكوت
فاليري سكوت (بالإنجليزية: Valerie Scott)‏ هي متزحلقة بريطانية، ولدت في 21 أبريل 1967.

## وصلات خارجية
- فاليري سكوت على موقع أوليمبيديا (الإنجليزية)